# 奧農多加 (密西根州)
奧農多加（英語：Onondaga）是位於美國密西根州英厄姆縣奧農多加鎮區的一個非建制地區。

## 地理
奧農多加所處的海拔為高於海平面275米（即902英呎），而該地所採用的時區為UTC-5，即北美东部時區（EST）。同時該地設有夏令時間，為UTC-5調快一小時，即UTC-4（EDT）。